# Незгасимий вогонь
«Незгасимий вогонь» (англ. The Undying Fire) — роман англійського письменника Герберта Веллса, виданий у 1919 році. Роман переносить події біблійної Книги Йова на початок XX століття.

## Сюжет
Джоб Гасс, директор школи, переживає скрутні часи. Державна школа у Волдінгстантоні в Норфолку, яку він реформував, постраждала від епідемії кору, потім стався вибух у хімічній лабораторії, внаслідок якого загинув інструктор, і пожежа, в якій загинули двоє учнів. Наступного дня після пожежі адвокат Гасса покінчив життя самогубством, втративши свої заощадження через спекуляції на російському рублі. Гасс після нервового зриву одужує завдяки турботі своєї дружини у вигаданому приморському містечку Сандерінг-он-Сі. Та біди продовжуються: їхнього єдиного сина вбивають на війні, а в Гасса діагностують рак.
Гасса відвідують троє членів правління Волдінгстантона (сер Еліфаз Берроуз, виробник будівельних матеріалів, містер Вільям Дед, виробник автомобілів і авіації, і пан Джозеф Фарр, голова технічного відділу у Волдінгстантоні; їхні імена натякають на відвідувачів біблійного пророка Йова). Ці троє мають намір звільнити його з посади директора, бо «завдання вчителя… полягає в тому, щоб забезпечити, щоб Людина, Людина Божественна, зростала в душах людей». Гасс бере участь у серії філософських диспутів, йому співчуває лікар Елігу Баррак, який підтримує деякі його погляди, але критикує інші.
Після суперечки з лікарем Гассу роблять хірургічну операцію. Під анестезією він розмовляє з Богом і чує обіцянку, що «все одно перемога буде за тобою», якщо Гасс буде сміливий.